# ヒメスミレ
ヒメスミレ（姫菫、Viola inconspicua subsp. nagasakiensis）は、スミレ科スミレ属の多年草。全体にスミレ（Viola mandshurica）に似て、より小型。道ばたや庭にもよく見かける普通種である。

## 特徴
地下茎は短く、立ち上がる茎はなく、また匍匐茎も出さない。少数の根出葉を出し、それらは長い柄があって三角形に近い葉身を持つ。柔らかく、全体に毛がない。春に紫色の花をつける。花は濃紫色、側弁の内側には毛がある。
これらはほぼスミレに共通する特徴であるが、以下の点ではっきりと区別できる。
- 全体に小さいこと。葉の大きさでは1.5-4cm（スミレでは2-9cm）、花は径1-1.5cm（スミレでは2cm）、と、それぞれ一回り小さい。
- 葉は三角形で、基部はハート形、葉柄に翼がない。スミレでは葉は三角に近いが細長くなることが多く、基部はハート形にはなりにくく、また葉柄にははっきりした翼がある。

特に葉の形質ははっきりしているため、これだけで区別できる。その他、根が白いこと（スミレでは褐色を帯びる）もはっきり区別できる特徴である。

## 生育環境
やや乾燥した日なたの、背の低い草地に生える。人里にはえる植物であり、山間部や森林周辺に出ることはまずない。道ばたやあまり手入れされない芝生の周辺、公園などに出現することも多い。アスファルトのひび割れから顔を出すこともある。小さい草なので、背丈の高い雑草が増えると見られなくなる。
あまり株立ちにならず、たいてい単独で生えているが、同じ場所に複数個体が、それぞれやや間を開けてポツポツと生えているのを見ることが多い。

## 分布
日本の本州、四国、九州に分布。

## 近縁種等
上記のようにスミレには全体に似ているが、本種の方が一回り小さく、葉の形も異なる。コスミレ（Viola japonica）はスミレ並の大きさで、より葉の幅が広い。大きさの上ではノジスミレ（Viola yedoensis）が似ているが、この種は全体に細かい毛が生えているので、判別はたやすい。

## 利害
なし。きれいな花ではあるが、小さいので目立たない。一般の人の間では、多くの場合、スミレと混同されているであろう。